# Férfi 4 × 200 méteres gyorsváltó az 1974-es úszó-Európa-bajnokságon
Az  1974-es úszó-Európa-bajnokságon a férfi 4 × 200 méteres gyorsváltó  versenyeit augusztus 21-én rendezték. A versenyszámban 10 csapat indult. A győztes az NSZK váltója lett.

## Rekordok
|              | Név                                                              | Nemzet | Idő     | Helyszín | Dátum               |
| ------------ | ---------------------------------------------------------------- | ------ | ------- | -------- | ------------------- |
| Világcsúcs   | Robin Backhaus Richard Klatt Kurt Krumpholz Jim Montgomery       | USA    | 7:33,22 | Belgrád  | 1973. szeptember 7. |
| Európa-csúcs | Klaus Steinbach Werner Lampe Hans-Günther Vosseler Hans Faßnacht | NSZK   | 7:41,69 | München  | 1972. augusztus 31. |

A versenyen új rekord született:
| Európa-bajnoki csúcs | selejtező | Georgijs Kuļikovs Vlagyimir Mihejev Viktor Aboimov Anatolij Ribakov | Szovjetunió | 7:45,80 | Bécs, Ausztria | augusztus 21. |
| Európa-csúcs         | döntő     | Klaus Steinbach Werner Lampe Folkert Meeuw Peter Nocke              | NSZK        | 7:39,70 | Bécs, Ausztria | augusztus 21. |

## Eredmények
A rövidítések jelentése a következő:
| - Q: továbbjutás időeredmény alapján - ECR: Európa-bajnoki rekord | - WR: világ rekord - ER: Európa-rekord | - NR: országos rekord |

### Selejtezők
| Helyezés | Futam | Név                                                                 | Nemzet             | Idő     | Megj.  |
| -------- | ----- | ------------------------------------------------------------------- | ------------------ | ------- | ------ |
| 1.       | 1     | Georgijs Kuļikovs Vlagyimir Mihejev Viktor Aboimov Anatolij Ribakov | Szovjetunió        | 7:45,80 | Q, ECR |
| 2.       | 1     | Bruch Hartmut Flöckner Meier Steffen Böhmert                        | NDK                | 7:50,95 | Q      |
| 3.       | 2     | Bernt Zarnowiecki Peter Petterson Petterson Sven Van Holst          | Svédország         | 7:51,89 | Q      |
| 4.       | 1     | Marcello Guarducci Lorenzo Marugo Paolo Barelli Francesco Marcucci  | Olaszország        | 7:55,87 | Q      |
| 5.       | 2     | Stefan Wenz Gerhard Schiller Kersten Meier Werner Lampe             | NSZK               | 7:57,67 | Q      |
| 6.       | 1     | Pierre Amardeilh Colin Ress Olivier Middleton Marc Lazzaro          | Franciaország      | 7:58,51 | Q      |
| 7.       | 2     | Alan McClatchey James Carter Brian Brinkley Gordon Hewitt           | Egyesült Királyság | 7:59,78 | Q      |
| 8.       | 1     | Santiago Esteva José Pujol Enrique Melo José Bas                    | Spanyolország      | 8:00,03 | Q      |
| 9.       | 2     | Fritz Warncke Håkon Iversøn Gunnar Gundersen Atle Melberg           | Norvégia           | 8:01,15 |        |
| 10.      | 2     | Stefan Georgiev Kazimir Encsev Ludmil Sztojev Antoni Sztatelov      | Bulgária           | 8:10,94 |        |

### Döntő
| Helyezés | Név | Nemzet             | Idő     | Megj. |
| -------- | --- | ------------------ | ------- | ----- |
|          | Klaus Steinbach (1:53,32) Werner Lampe (1:56,12) Folkert Meeuw (1:55,88) Peter Nocke (1:54,38)               | NSZK               | 7:39,70 | ER    |
|          | Alekszandr Szamszonov (1:54,41) Andrej Krilov (1:56,82) Viktor Aboimov (1:55,45) Georgijs Kuļikovs (1:55,38) | Szovjetunió        | 7:42,06 |       |
|          | Bernt Zarnowiecki (1:56,75) Anders Bellbring (1:55,78) Peter Petterson (1:56,17) Bengt Gingsjö (1:54,40)     | Svédország         | 7:43,10 |       |
| 4.       | Roger Pyttel (1:54,22) Wilfried Hartung (1:56,28) Roland Matthes (1:56,22) Steffen Böhmert (1:56,71)         | NDK                | 7:43,43 |       |
| 5.       | Marc Lazzaro (1:57,53) Olivier Middleton (1:57,51) Colin Ress (1:57,64) Michel Rousseau (1:56,40)            | Franciaország      | 7:49,08 |       |
| 6.       | Roberto Pangaro (1:56,88) Paolo Barelli (1:58,11) Lorenzo Marugo (1:59,19) Marcello Guarducci (1:55,73)      | Olaszország        | 7:49,91 |       |
| 7.       | Santiago Esteva (1:58,33) José Pujol (1:59,98) Enrique Melo (2:01,41) José Bas (2:00,69)                     | Spanyolország      | 8:00,41 |       |
| 8.       | Alan McClatchey (2:01,62) James Carter (2:00,92) Brian Brinkley (1:58,78) Gordon Hewitt (1:58,58)            | Egyesült Királyság | 8.00,86 |       |